# セクサロイド (漫画)
『セクサロイド』は、松本零士による日本の漫画作品。セクサロイド（人間同様の性的能力を有するアンドロイド）のユキをヒロインとするSFスパイ漫画である。
単行本は全4巻。

## 作品解説
当時の松本は少年漫画誌に作品を掲載しつつも、メインは少女漫画誌であり、このセクサロイドの連載が青年漫画誌の初掲載作品である。
この作品の成功が、少年誌へ主軸を移すきっかけとなったと松本はのちに語り、また、G3ことシマのような長身細身の男を主人公にした最後の作品である（「シマと自分自身の体型的差が気になりだした」から）と述べている。初出は、1968年から1970年にかけて『漫画ゴラク dokuhon』にて全46回にわたって連載された。また、その後もシリーズの単発作品が2作発表されている。
2017年10月2日より夕刊フジにおいて監修：松本零士、原案・シナリオ：オッヂピクチャーズ、作画：蒼眞緑で『セクサロイド4』の連載が行われ、翌2018年1月5日まで掲載された（第1クール終了としている）。これは、オリジナルの正式続編という位置づけである。詳しくは後述。
また、2003年 - 2007年に発表されたアニメ『銀河鉄道物語』においても、セクサロイドのユキが登場する。ただし、医療用アンドロイドという設定であり、漫画の『セクサロイド』のユキとはキャラクターがまったく異なる。

## ストーリー
物語は三編からなる。
2222年、メガロポリス東京。政府機関G局に所属するシマとユキは、政府が秘密裏に進める「計画」を様々な国や組織による妨害工作から守るために働く。
カミヨ計画編
恒星間宇宙船を大量に建造し、日本人を丸ごと宇宙に移住させる計画。これに伴い、日本人脱出後の国土を各国に割譲する密約が交わされている。
カミヨ計画自体は同氏の別作品『ワダチ』にも登場する。
ヤヨイ計画編
莫大なエネルギーを秘めた鉱石コスモナイトを外宇宙で発見した日本が独占的に使用を開始する。
第III計画編
地球を真っ二つに切断し、敵対する者同士を別々の半球に住まわせることで、あらゆる紛争を無くそうという計画であったが、やがて人間とロボットを分けることに決定され、シマとユキの別れが近付く。

## 主な登場人物
シマ
主人公。G局の局員で、3号というナンバーを与えられている。略してG3と呼ばれることが多い。長身で細身の青年だが、ガニ股。縞のパンツを愛用している。
タイムトラベルに度々巻き込まれており、アドルフ・ヒトラーやアル・カポネと顔見知りである。
ユキ
公私にわたるシマのパートナー。G局では7号というナンバーを与えられているが、単にユキと呼ばれることが多い。オキ博士によって作られたセクサロイドであり、人格のベースは不慮の死を遂げたオキ博士の恋人である。作中に多数登場する、外見は人間そっくりだが中身は機械というアンドロイド達とは一線を画しており、細胞レベルで人間そっくりに作られている。
局長
シマ達の上司。眼鏡を掛けた小太りの中年オヤジ。ベッドで寝ているシマへ「G3!」とモニター越しに怒鳴るシーンが多い。任務に必要な情報が開示されておらず、わざと機密を漏らしているのに不満を述べるシマへ、「承知の上だ」と述べ、「聞くな。歯車はこれ以上知る必要は無い」「わしも歯車。たいしたことは知らん」とシニカルに返す場面も見られた。妻帯者で恐妻家らしいが、妻は登場しない。
スターシステムとして、別作品『ミステリー・イヴ』にも人類防衛司令部本部長としても出演している。
九州ロボット
九州弁を喋る2体のロボット。シマの家の家事ロボットらしいが、2222年に現れたアル・カポネに特製カレーを食わせたり、ごくまれにシマの仕事を手伝うこともある。「ごっつぁんです」が口癖。

## 掲載誌・単行本

### 掲載誌
- 1968年 - 1970年、日本文芸社「漫画ゴラク dokuhon」に連載された。全46話。

### 単行本
- 1974年にサンコミックス（朝日ソノラマ）で単行本化。全4巻。
- 1996年に扶桑社文庫で文庫化。全4巻。4巻の後半は別作品の『未来盗賊アリババ』『大海賊ハーロック』を収録。1巻に松本のあとがきあり。
- 2010年に朝日コミック文庫（朝日新聞出版）で文庫化。全3巻。

## シリーズ作品

### セクサロイド in THE DINOSAUR ZONE
「SFマガジン」1972年9月臨時増刊号に掲載された。
タイトルとは違い、主なテーマは恐竜時代へのタイムトラベルが主題の時間SF短編。どちらかと言えば『ダイナソア・ゾーン大恐竜帯』のリメイク版で、セクサロイド（ユキではない）は申し訳程度に登場するのみで、作者の松本自身も「SFマガジンに発表した同題名の作品は、本編のセクサロイドとはストーリー上のどの部分とも関わり合いはない」と断言している。筒井康隆編集の徳間書店『72日本SFベスト集成』（1980年）に収録。後に小学館クリエイティブの「松本零士の大宇宙 ハーロック ヤマト 999」にも収録。

### 新セクサロイド
「カスタムコミック」1979年5月号、7月号、1980年3月号の計3回掲載された作品。
オリジナルの正統続編。ただし主人公は別人で、舞台もオリジナルよりかなり時代が下った3333年のメガロポリストーキョー。ユキと九州ロボットが亡くなったシマを懐かしがる場面がある。
なお、第2話は計24ページ中20ページがオリジナルのコピー複写と第1話のコピーの張り合わせにより成り立っている。

### セクサロイド4
「夕刊フジ」2017年10月2日号より2018年1月5日まで月〜金の週5日掲載された。監修：松本零士、原案・シナリオ：オッヂピクチャーズ、作画：蒼眞緑。
オリジナルの正統続編。オリジナルの時代から20年後が舞台となる。
シマとユキの間に宿った命、それは4つ子の女の子だった。20年後、見かけの年齢がひとりひとり違って育った4姉妹は、G局の局長となった父シマを助けるため入局。新たな脅威 第Ⅳ計画を阻止するためミッションをクリアしてゆく。